# Vinny Faherty
Vinny Faherty (n. 13 de junio de 1987 (37 años), Galway, República de Irlanda) es un futbolista irlandés que juega en la posición delantera para el Limerick FC de la Premier Division de la Liga de Irlanda.

## Carrera

### Carrera temprana
Faherty comenzó su carrera en el Salthill Devon, donde pasó 3 años, capitán de la selección sub-21 con el título de liga en el proceso. Jugó para los jóvenes de Galway configurar y rompió el récord goleador de la selección sub-18 FAI Juventud Inter Liga con 21 goles, un registro que se llevó a cabo previamente por Kevin Doyle.

### Galway United
Pasó tiempo en la prueba en  Ipswich Town, donde marcó dos goles en la victoria amistosa sobre  Millwall, pero un movimiento nunca se materializó y fichó por el equipo de su ciudad natal,  Galway United en el verano de 2007, a pesar del interés de otros clubes. Marcó su primer gol como profesional en una derrota 3-2 ante el  Bray Wanderers, que era nuevo director Jeff Kenna's primer juego en cuestión. Terminó la temporada de 2009 como máximo goleador de Galway.
El 11 de noviembre de 2009 se informó de que Hibernian FC manager  John Hughes estaba interesado en lo que tanto Faherty y su compañero de equipo John Russell para el club de Edimburgo sobre la base de contratos de dos años.

### St Patrick's Athletic
Al final resultó que Faherty fue a  Inglés Campeonato de la Liga de Fútbol lado  Crystal Palace, pero como consecuencia de su problema financiero y los jugadores no recibir sus salarios se trasladó a [ Athletic FC Patrick [San | San Patrick's Athletic]] para la temporada 2010 con un contrato de un año. Faherty anotó frente a su debut Atlético de San Patricio Wexford jóvenes en una victoria de 3-0 para el Santos en la pretemporada. También ha marcado algunos goles decisivos para el club en particular contra los Shamrock Rovers el 16 de marzo de 2010 con un remate de cabeza para hacer el 2-0 y lejos de bohemios en el 6 de abril de 2010. Finalizó la temporada como máximo goleador con 14 goles en la Liga.

### Australia
Faherty firmó para el club australiano Moreland Zebras para la temporada 2011. Sus 16 goles de 20 partidos de Liga le hicieron el máximo goleador como cebras terminó la temporada como campeones. Moreland confirmó que Faherty había firmado el nuevo para la temporada 2012.

### Volver al St Patrick's Athletic
Faherty regresó a Irlanda y se unió de nuevo con su amigo cerrar John Russell cuando él volvió a firmar para St Patrick del Athletic el 30 de julio de 2012, sobre Liga de Irlanda días plazo de transferencia. Su número escuadrón fue anunciado como 26 años cuando fue incluido en el UEFA escuadrón para enfrentarse Hannover 96 en 2012 a 13 en la UEFA Europa League de los Saints. Él hizo su regreso al club como un aspecto suplente en un 1-0 sobre el Cork City el 13 de agosto de 2012. Faherty anotó su primer gol desde su regreso cuando él atacó un esfuerzo en la esquina superior contra Longford Town el 27 de agosto de 2012. él marcó en su debut en casa en una 3-0 victoria sobre Derry City cuando se estrelló una volea sobre Gerard Doherty a los 92 minutos. Faherty anotó otro gol en un Dublín derby para Pats cuando anotó de cabeza en tiempo de descuento contra Shelbourne a Tolka Park para hacer el 2-0. Faherty marcados fuera de Drogheda United a los 92 minutos en la FAI Cup Copa FAI Replay Cuarto de final de 2012 para empatar el juego a 1-1 y lo pongo en prórroga y los penaltis. Anotó su spotkick como los Santos ganó 3-2 en la tanda de penaltis. Él anotó su primer 'hat -trick' para el club en una 5-0 victoria sobre UCD a Richmond Park el 1 de octubre de 2012, a pesar de jugar en la banda para el juego.

### Galway
Faherty fue firmado por Galway para la temporada 2014 en el Liga de Irlanda. Anotó primer gol del nuevo club, en un amistoso por 5-2 sobre Sligo Rovers, y luego anotó su primer gol en la liga, contra Finn Harps en Finn Park en 29 de marzo de 2014 y se convirtió en el primer jugador en Galway para anotar un hat-trick cuando reclamó el balón de juego a 19 minutos contra Cobh Ramblers FC

### Carrera internacional
Faherty ha representado a la República de Irlanda en varios niveles diferentes, incluyendo U21and U23 niveles.
- Datos: Q4013711
- Multimedia: Vinny Faherty / Q4013711